# Ujari járás
Az Ujari járás (oroszul: Уярский район) Oroszország egyik járása a Krasznojarszki határterületen. Székhelye Ujar.

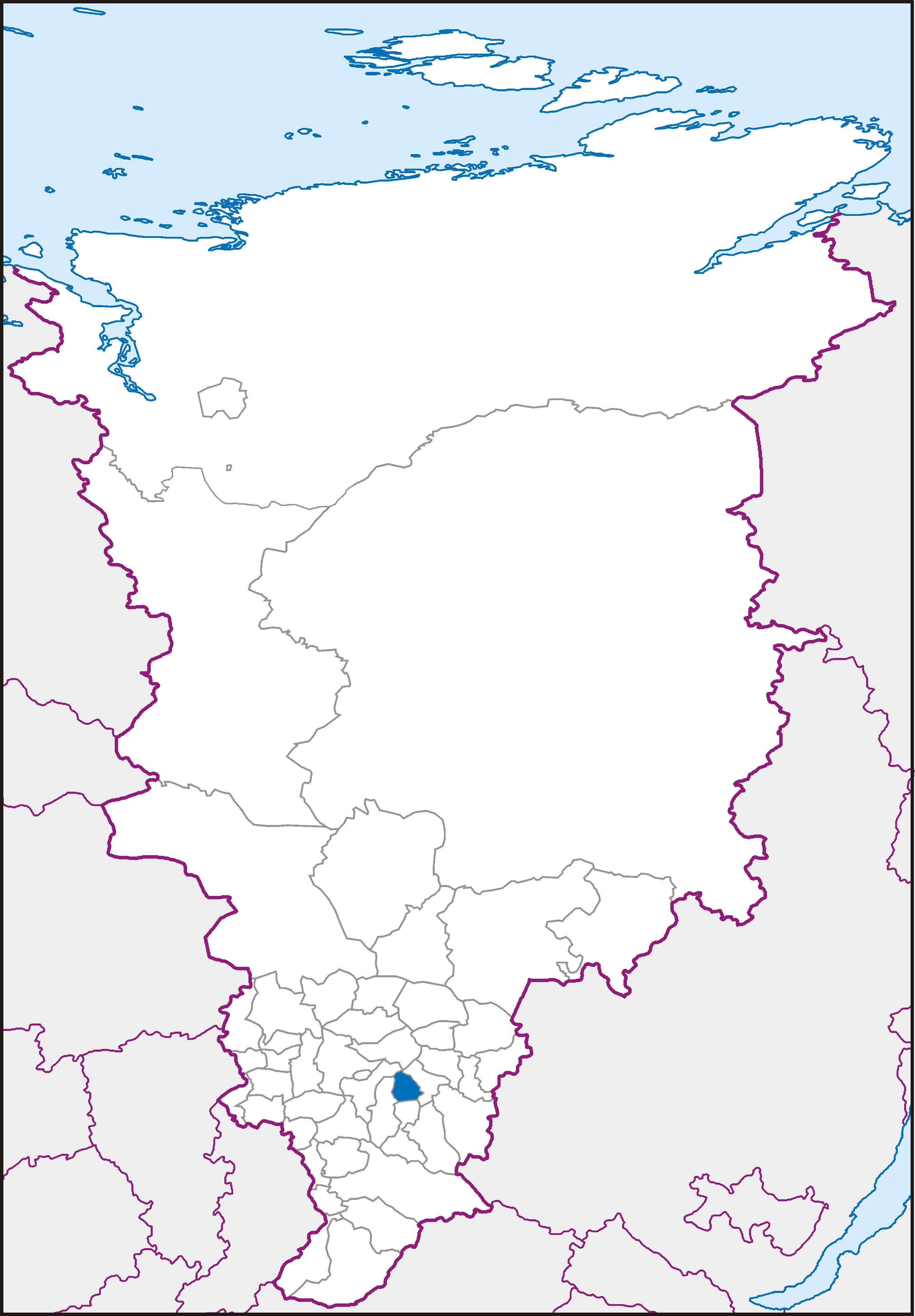
Az Ujari járás a Krasznojarszki határterületen

## Népesség
- 2002-ben 24 559 lakosa volt.
- 2010-ben 21 933 lakosa volt.